# Wacław Polkowski

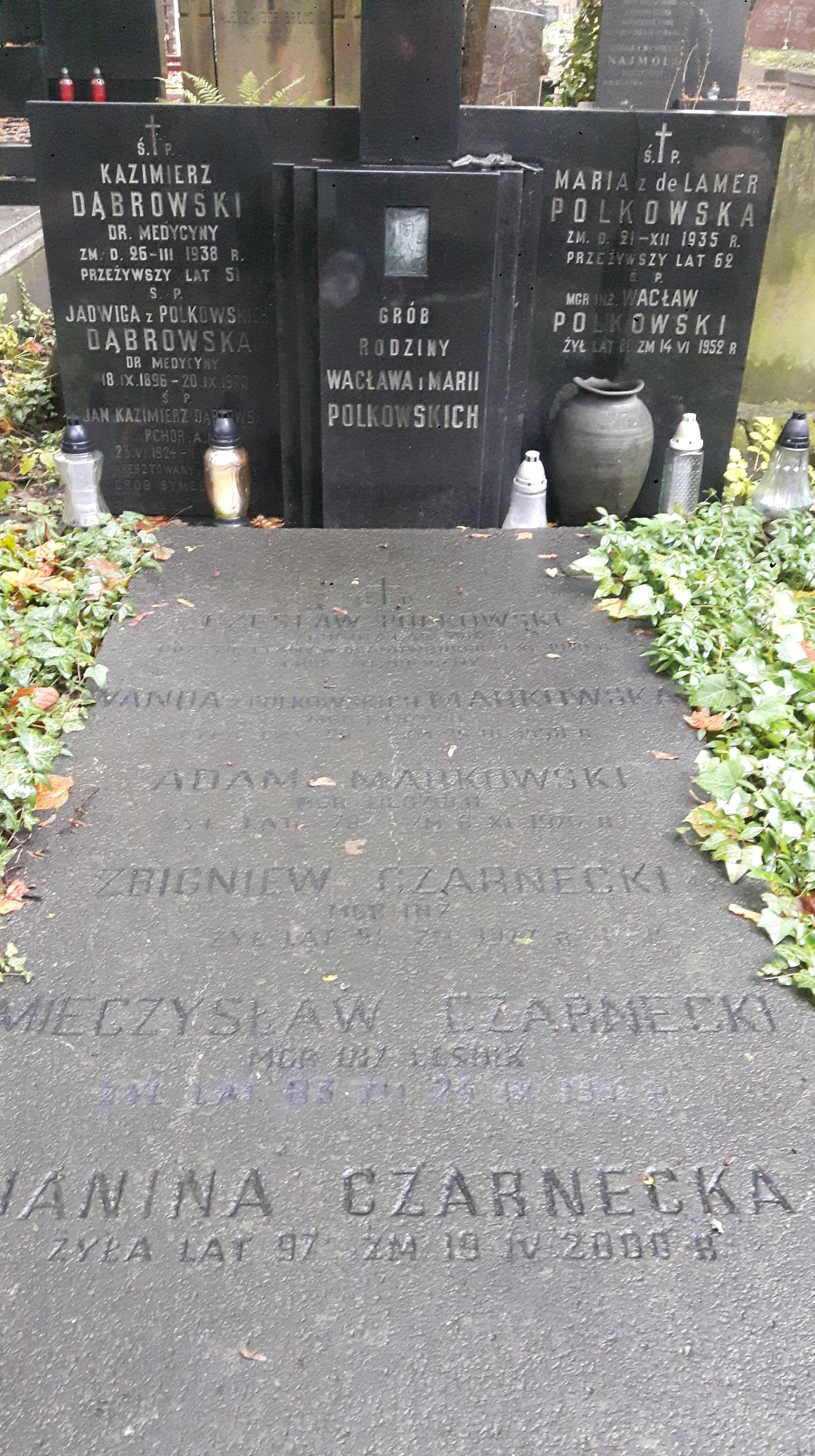
grób rodziny Wacława Polkowskiego

Wacław Polkowski (ur. 23 października 1871 w Kurejwie, zm. 14 czerwca 1952 w Warszawie) – przedsiębiorca budowlany, działacz społeczny.

## Życiorys
Był synem Bolesława i Kajetany Niemczewskiej. Ukończył gimnazjum w Mohylewie, potem studiował w Instytucie Technologicznym w Petersburgu, uzyskując w 1895 roku tytuł inżyniera technologa. Po zdobyciu doświadczenia w fabrykach w petersburskich (między innymi. Zakładach Putiłowskich) został wspólnikiem Franciszka Skąpskiego w Towarzystwie Akcyjnym „Stroitiel”. Było to znaczące przedsiębiorstwo, prowadzące m.in. prace fortyfikacyjne w rosyjskich portach bałtyckich.
W 1906 roku został członkiem petersburskiego koła Sokoła (w Petersburgu powstało ono 29 stycznia 1906 roku). W następnym roku wszedł do zarządu, w którym pełnił kolejno funkcje: członka zarządu, wiceprezesa, a w latach 1917/1918 prezesa.
W 1918 roku przyjechał wraz z rodziną do Warszawy. Początkowo, w latach 1919-20 pracował w Ministerstwie Przemysłu i Handlu. W 1920 roku wszedł do zarządu spółki Żelazo-Beton. Jedną z jego pierwszych prac było wyburzenie dzwonnicy Soboru św. Aleksandra Newskiego w marcu 1921 roku. 
Firma Żelazobeton wybudowała setki mostów, domów mieszkalnych oraz dziesiątki gmachów użyteczności publicznej. Większymi budowami były między innymi Oficerska Szkoła Inżynierii i Wyższa Szkoła Wojenna (razem 19 większych budynków między ulicami Nowowiejską i Koszykową), budynki Dyrekcji Państwowych Wytwórni Uzbrojenia i Państwowej Fabryki Sprawdzianów (ul. Duchnicka 3), Transatlantyckiej Centrali Radiotelegraficznej w Babicach, Dyrekcja Wodociągów i Kanalizacji na placu Starynkiewicza w Warszawie, wiadukty mostu średnicowego w Warszawie, remiza tramwajowa Sp. Ak. Elektryczne Koleje Dojazdowe w Grodzisku. Firma zajmowała się również budownictwem mieszkaniowym. Wśród bardziej rozpoznawanych prac był dom dochodowy Bohdanowicza (al. Ujazdowskie 9 obecnie 11) oraz wiele domów Mieszkaniowych Stowarzyszeń Spółdzielczych Oficerów na Żoliborzu w Warszawie.  
Po okresie wielkiego kryzysu prowadził własną spółkę „Inż. Wacław Polkowski i S-ka, Przedsiębiorstwo Inżynieryjno - Budowlane”, którą zarządzał do 1937 roku.

## Praca społeczna
Oprócz pracy zawodowej udzielał się społecznie. Od 1924 roku był prezesem Komisji Budowlanej w Komitecie Normalizacyjnym. W roku 1925 został zaangażowany przez Ministerstwo Skarbu jako Komisarz Budowlany do prac nad ustawą o rozbudowie miast.
W Stowarzyszeniu Zawodowym Przemysłowców Budowlanych Wacław Polkowski pracował społecznie od 1920 roku, pełniąc różne funkcje w zarządzie oraz wiceprezesa. Był w Komitecie Wykonawczym Drugiego Zjazdu Polskich Przemysłowców Budowlanych, który odbył się 25–27 marca 1922 roku, a na trzecim (8–10 marca 1930) wygłosił referat „Konstrukcje żelazne w nowoczesnym budownictwie”. 

## Rodzina
21 października 1895 ożenił się z Marią de Lamer, z którą miał pięcioro dzieci: Janinę po mężu Czarnecką, Jadwigę po mężu Dąbrowską, Zofię po mężu Lisowską, Wandę po mężu Markowską oraz syna Czesława. 
Zmarł w domu rodzinnym Warszawie. Spoczywa na cmentarzu Powązkowskim w Warszawie (kwatera 299a-3-2,3)